# Klockgroda
Klockgrodan (Bombina bombina) är en art i familjen Bombinatoridae som tillhör ordningen stjärtlösa groddjur.

## Utseende
Paddliknande groda med ryggen tätt besatt med vårtor. Framtårna är skilda och bakre tårna förenade genom hel simhud. Ryggen har en gråbrun eller olivgrön färg och undersidan är blåsvart med rödorange fläckar. Längden går upp till 55 millimeter.. 

## Utbredning
Klockgrodans utbredningsområde sträcker sig från östra Tyskland och Österrike i väst till Ryssland i öst och Bulgarien i syd. Man trodde tidigare att den blev införd till Danmark av den danske rikshovmästaren Peder Oxe (död 1575), varför den i Danmark även kallas "Peder Oxes frø" (da. frø = groda).
I Sverige finns den endast på ett fåtal lokaler i Skåne där den utplanterades på 1970- och 1980-talen, efter det att det tidigare beståndet dött ut omkring 1960. Framför allt i Baldringe socken-området har den ökat kraftigt, och man beräknar att det idag (2005) finns omkring 3000 till 4000 individer i Skåne. Den finns även i Möllehässle naturreservat. Klockgrodan var upptagen som missgynnad på 2005 års rödlista. I 2010 års rödlista anges den inte längre som hotad.

## Beteende
Större delen av året vistas den i vatten, men anträffas om hösten ofta uppe på land, där den kravlar omkring, ofta i snabb takt. Dess läte liknar en avlägsen klockringning.
Den livnär sig på insekter (speciellt vatteninsekter), spindlar, maskar, sniglar med flera smådjur.

## Parning

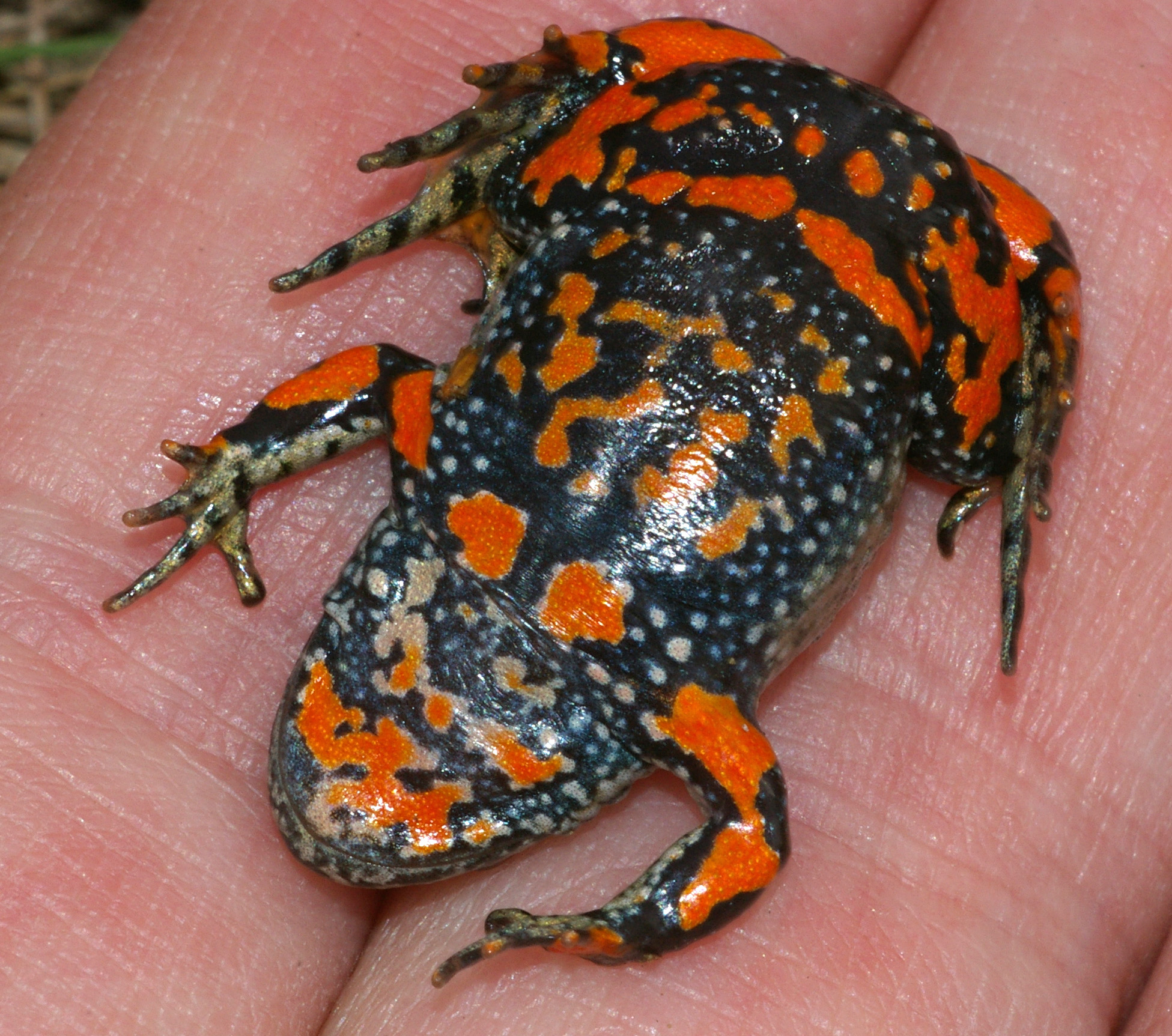

Klockgrodan leker i mars till juni. Amplexus (hanens omklamrande av honan i samband med leken) sker strax framför bakbenen.
Äggen tvinnas kring stjälkarna på vattenväxter. Honorna, som parar sig mer än en gång under lektiden, lägger i genomsnitt 450 ägg per år. Äldre honor lägger fler än yngre.
Grodan kan bli minst 13 år gammal, troligtvis äldre.

### Bokreferenser
- Fog, Kåre; Schmedes, Adam; Rosenørn de Lasson, Dorthe (2001) [1997] (på danska). Nordens padder og krybdyr. København: G.E.C. Gads Forlag. sid. 118-124. ISBN 87-12-02982-3
- (på engelska) Amphibians of Europe. David & Charles. 1984. ISBN 0-7153-8603-4

### Fotnoter
1. ↑  Bombina bombina på IUCN:s rödlista, auktor: Aram Agasyan et. al. (2008), besökt 10 juni 2009.
2. ↑  Fog et al. sid. 127-128
3. 1 2  Donato Ballasina sid. 72 (plansch 23)
4. ↑  Fog et al. sid. 126-127
5. ↑  Fog et al. sid. 125-126
6. ↑  Fog et al. sid. 125, 127
7. ↑  ”Artfaktablad” ( PDF). Artdatabanken. Sveriges lantbruksuniversitet. https://artfakta.artdatabanken.se/taxon/100017/pdf. Läst 7 november 2017.
8. ↑  ”Rödlistade arter i Sverige 2010” ( PDF). Artdatabanken. Sveriges lantbruksuniversitet. sid. 121. Arkiverad från originalet den 7 november 2017. https://web.archive.org/web/20171107105515/https://www.artdatabanken.se/globalassets/ew/subw/artd/2.-var-verksamhet/publikationer/4.-rodlista-2010/274614_inlaga_liten_sid-del2-200-592.pdf. Läst 7 november 2017.
9. ↑  Fog et al. sid. 129, 131
10. 1 2  Fog et al. sid. 134
11. ↑  Fog et al. sid. 133